# Motéma Music
Motéma Music is een Amerikaans platenlabel, dat zich richt op jazz en wereldmuziek. Het werd opgericht in San Francisco door onder meer singer-songwriter Jana Herzen, die eerder actief was als dramaturg, acteur en regisseur bij theatergroep Manhattan Class Company. In 1991 ging Herzen haar aandacht richten op onder meer muziek, wat leidde tot opnames van een eerste album, "Soup's on Fire" dat ze in 2003 uitbracht op het nieuw opgerichte platenlabel Motéma Music (in de Congolese taal Lingala betekent motéma 'hart').  Herzen werd de CEO van het label, dat veel aandacht schenkt aan de ontwikkeling van zijn artiesten. Deze aandacht leidde ertoe dat grote namen als Rufus Reid en Geri Allen naar Motéma Music kwamen. In de eerste jaren bracht het label maar een paar platen per jaar uit, gaandeweg werden dat er meer. De meeste van de ruim tachtig uitgekomen albums (2012) zijn jazz-platen. In 2005 verhuisde het label naar New York, waar het kantoor houdt in Harlem.
Artiesten die op Motéma Music uitkwamen zijn verder onder meer Monty Alexander, Randy Weston, Gregory Porter, Charnett Moffett, Lynne Arriale, Marc Cary, Jean-Michel Pilc en René Marie.